# Ʋ
La letra V con gancho (mayúscula: Ʋ, minúscula: ʋ) es una letra del alfabeto latino, Basada en una forma cursiva de V, aunque se parece más a la U. Se utiliza en las ortografías de algunas lenguas africanas como el ewé y el shona desde 1931 hasta 1955 para escribir [β]. En Mossi se usa para escribir [ʊ]. En kabiyé y kposo se usa para escribir [u] (con AtR [u̘]).
Su forma minúscula, [ʋ], se usa en el Alfabeto Fonético Internacional para una aproximante labiodental.
Su codificación en Unicode es U+01B2 y U+028B, respectivamente.

Gancho en V dibujado en el alfabeto de referencia africano de 1978.

## Unicode
Forma parte del bloque Latín Extendido B de Unicode, con los puntos U+01B2 y U+028B.
| Carácter      | Ʋ                                | Ʋ                                | ʋ                              | ʋ                              |
| ------------- | -------------------------------- | -------------------------------- | ------------------------------ | ------------------------------ |
| Unicode       | LATIN CAPITAL LETTER V WITH HOOK | LATIN CAPITAL LETTER V WITH HOOK | LATIN SMALL LETTER V WITH HOOK | LATIN SMALL LETTER V WITH HOOK |
| Codificación  | decimal                          | hex                              | decimal                        | hex                            |
| Unicode       | 434                              | U+01B2                           | 651                            | U+028B                         |
| UTF-8         | 198 178                          | C6 B2                            | 202 139                        | CA 8B                          |
| Ref. numérica | &#434;                           | &#x1B2;                          | &#651;                         | &#x28B;                        |